# Mikronéská fotbalová reprezentace
Mikronéská fotbalová reprezentace reprezentuje Federativní státy Mikronésie. Jde o polopřidruženou reprezentaci OFC, tudíž není účastníkem Oceánského poháru národů, ani není členem FIFA, a proto nehraje kvalifikaci na Mistrovství světa ve fotbale.

## Úspěchy
- 1× Mikronéský pohár (1999)
- 1× Pacifický pohár

## Historické dresy
| 1999 Home | 2001 Home | 2003 Home | 2024 Home | 2024 Away | 2024 Third |